# Гонзага, Кьяра
Кья́ра Гонза́га (итал. Chiara Gonzaga), она же Кла́ра Гонза́га (фр. Claire de Gonzague; 1 июля 1464, Мантуя, Маркграфство Мантуя — 2 июня 1503, Овернь, Королевство Франция) — принцесса из дома Гонзага, дочь Федерико I, маркграфа Мантуи. Супруга графа Жильбера де Бурбона; в замужестве графиня де Монпансье и де Клермон, дофина Оверни.

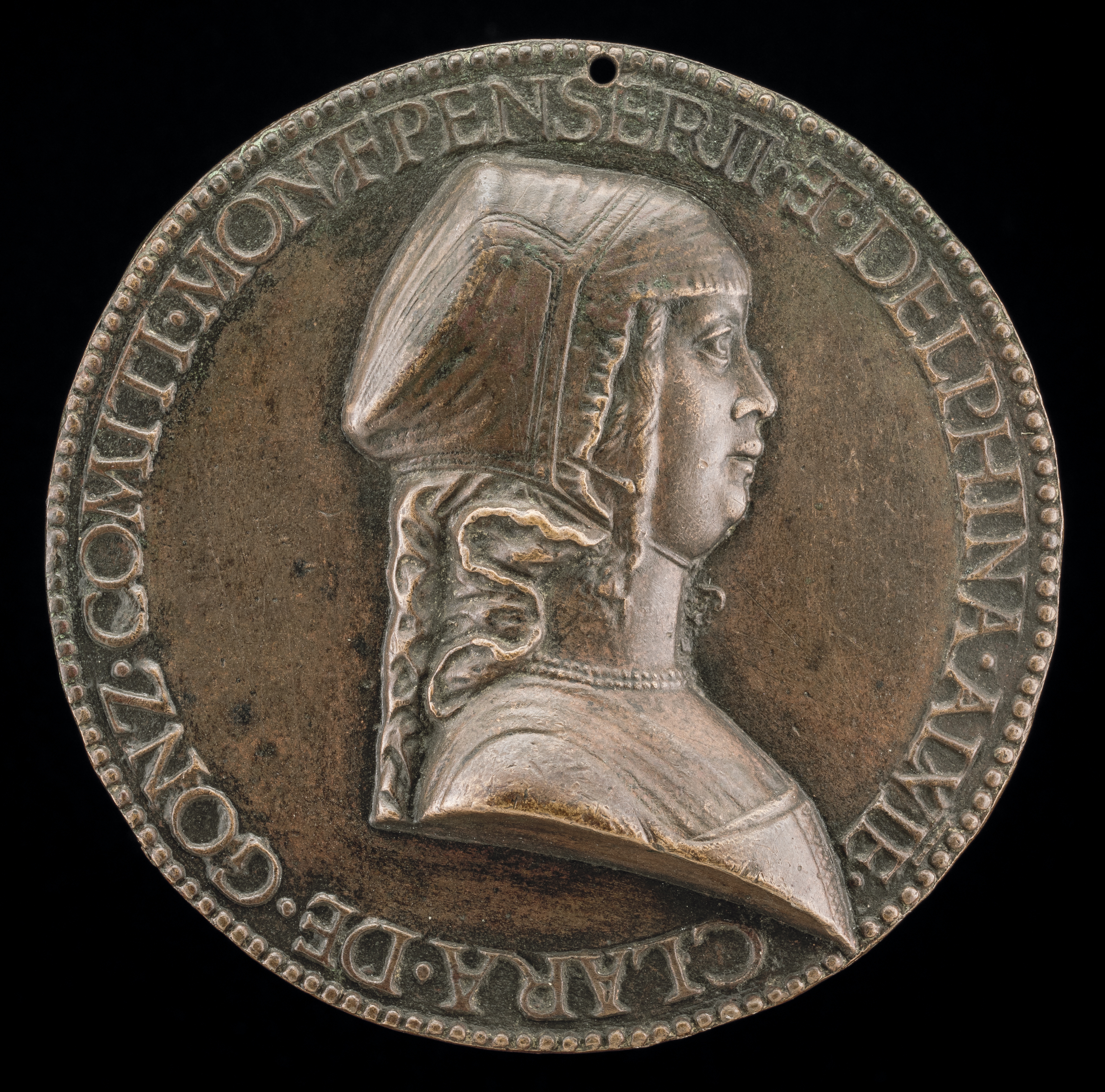
Медальон работы Мелиоли (ок. 1481).

## Происхождение
Родилась в Мантуе 1 июля 1464 года. Она была старшей из трёх дочерей Федерико I Гонзага, маркграфа Мантуи и Маргариты Баварской, принцессы из дома Виттельсбахов. По отцовской линии приходилась внучкой Лудовико III Гонзага, первому маркграфу Мантуи и Барбаре Бранденбургской, принцессе из дома Гогенцоллернов. По материнской линии была внучкой Альбрехта III Благочестивого, герцога Баварии и Анны Брауншвейг-Грубенгагенской, принцессы из дома Вельфов. С рождения носила титул венецианской патрицианки. Как и все дети маркграфской четы, получила домашнее образование; знала латинский язык, на котором вела переписку.

## Брак и потомство
24 февраля 1482 года в Мантуе был подписан брачный контракт, а на следующий день семнадцатилетняя Кьяра Гонзага сочеталась браком с французским аристократом Жильбером де Бурбоном (1447 / 1448 — 05.10.1496), графом де Монпансье и де Клермон, дофином Оверни, сеньором де Меркёр и де Комбрай. В браке у супругов родились шестеро детей:
- Луиза (ум. 5.07.1561), с 6 февраля 1538 года в своём праве первая герцогиня де Монпансье, дофина Оверни, баронесса де ла Тур и де ла Бюссьер, 17 июля 1499 года в Сен-Пьер-ле-Мутье[фр.] сочеталась первым браком с Андре IV де Шовиньи (ум. 14.01.1502), сеньором де Шовиньи и де Шатору, виконтом де Бросс, 21 марта 1504 года в Мулен-де-Бурбонне сочеталась вторым браком с  Луи де Бурбоном (1473 — 1520), принцем де Ла-Рош-сюр-Йон и гергцогом де Монпансье;
- Луи (1483 — 14.08.1501), граф де Монпансье, дофин Оверни, сеньор де Меркёр и де Комбрай с 1496 года, погиб при осаде Неаполя, потомства не оставил;
- Шарль (17.02.1490 — 06.05.1527), герцог де Бурбон и д’Овернь с 1505 года, граф де Монпансье, дофин Оверни, сеньор де Меркёр и де Комбрай с 1501 года, коннетабль Франции с 1515 года, погиб при осаде Рима, 10 мая 1505 года в замке Парк-ле-Мулен сочетался браком с Сюзанной де Бурбон (10.05.1491 — 28.04.1521), в своём праве герцогиней де Бурбон и д’Овернь, графиней де Форэ, все дети в этом браке умерли в младенческом возрасте;
- Франсуа[англ.] (ум. 13.09.1515), герцог де Шательро с 1514 года, погиб в битве при Мариньяно, потомства не оставил;
- Рене[англ.] (ум. 26.05.1539), в своём праве мадам де Меркёр, 26 июня 1515 года в замке Амбуаз сочеталась браком с Антуаном II Добрым (04.06.1489 — 14.06.1544), герцогом Лотарингии и Бара, титулярным графом Прованса;
- Анна (ум. 1510), в 1505 году сопровождала Жермену де Фуа на её свадьбу с Фердинандом II, королём Арагона, умерла в испанском королевстве[5].

Брачный контракт сторонами был заключён при посредничестве кондотьера Франческо Секко д’Арагона, доверенного лица дома Гонзага, который сопровождал молодожёнов из Мантуи до Милана по дороге во Францию. Приданное Кьяры составило сумму в двадцать семь тысяч золотых дукатов, которую родители обязались предоставить за ней частями — сразу по девять тысяч дукатов в виде драгоценностей и одежды, остальные девять тысяч были выплачены в течение следующих трёх лет. Ранее в честь предстоявшей свадьбы старшей дочери маркграфа, художник Андреа Мантенья, служивший при дворе в Мантуе, написал картину «Святой Себастьян». Полотно было передано в дар церкви Эгперс в Оверни, построенной в 1475 году Людовиком I де Бурбоном, графом де Монпансье. Ныне картина хранится в собраниях музея Лувр в Париже.

## Вдовство
В декабре 1493 года Жильбер де Бурбон стал губернатором Парижа и области Иль-де-Франс. В мае 1495 года, с началом Первой итальянской войны, король Франциск I присвоил ему звание коннетабля Франции, назначил его вице-королём Неаполя и даровал титул герцога Сессы. 15 октября 1496 года в Поццуоли граф-дофин умер от лихорадки, оставив Кьяру вдовой в возрасте тридцати двух лет.
В 1499 году вдовствующая графиня выступила в роли посредника между мантуанским маркграфом Франческо II Гонзага и французским королём Людовиком XII; брат Кьяры стремился заключить союз с Парижем, чтобы защитить Мантую от нападения со стороны Чезаре Борджиа и Венеции. Графиня состояла в переписке с супругой брата, мантуанской маркграфиней Изабеллой д’Эсте.
Кьяру связывали дружеские отношения и с герцогом Милана Лодовико Сфорца. После того, как оба овдовели, появились слухи об их возможной свадьбе, которые герцог немедленно опроверг. Скончалась 2 июня 1503 года в Оверни. Погребена в часовне Святого Людовика в Эгперс.

## В культуре
Кьяра Гонзага является одним из действующих лиц книги «Гептамерон», написанной Маргаритой Французской, сестрой короля Франциска I и королевой Наварры. По мнению литературоведа Николь Дюпон-Пьеррар о Кьяре говорится в XLIX новелле книги, в которой автор специально не называет героиню по имени, а повествует о ней как о графине-иностранке из хорошего дома, не красавице с дерзким нравом, понравившейся королю. В Национальной галерее искусства в Вашингтоне хранится медальон работы Бартоломео Мелиоли с прижизненным изображением супруги графа-дофина Жильбера де Бурбона.